# Thế hệ bùng nổ trẻ sơ sinh
Thế hệ bùng nổ trẻ sơ sinh (tiếng Anh: baby boomer) là nhóm nhân khẩu học theo sau nhóm thế hệ im lặng và thế hệ X. Thế hệ này thường được định nghĩa là những cá nhân sinh từ năm 1946 đến 1964, trong thời kỳ bùng nổ trẻ sơ sinh của thế giới sau Thế chiến II. Sự bùng nổ của trẻ sơ sinh được mô tả theo nhiều cách như là "sóng xung kích" hay là "con lợn trong con trăn"; và đặc biệt là, có 76 triệu người Mỹ đã được sinh ra trong khung thời gian này.
Trong những năm 1960 đến 1970, khi số lượng thanh niên tương đối lớn này bước vào tuổi thiếu niên và thanh niên trưởng thành, và những người lớn tuổi nhất của thế hệ này bước sang tuổi 18 vào năm 1964, họ và những người xung quanh đã tạo nên thuật hùng biện rất cụ thể về nhóm thế hệ của mình và những thay đổi do họ mang lại bởi số lượng thành viên của nhóm thế hệ này, chẳng hạn như việc tạo nên văn hóa đối kháng của thập niên 1960. Thuật hùng biện này có tác động quan trọng đến nhận thức của những người thuộc thế hệ này, cũng như xu hướng ngày càng phổ biến của xã hội để định nghĩa thế giới theo các thế hệ, đó là một hiện tượng tương đối mới. Những người thuộc nhóm baby boomer giàu hơn, năng động hơn và khỏe mạnh hơn bất kỳ thế hệ nào trước đó và là những người đầu tiên thực sự mong muốn rằng thế giới sẽ được cải thiện theo thời gian. Tuy nhiên, thế hệ này cũng thường xuyên bị chỉ trích vì sự gia tăng của chủ nghĩa tiêu dùng mà những người khác xem đó là tiêu hao quá mức.

## Xác định ngày và độ tuổi

Tỷ lệ sinh ở Mỹ (số trẻ em được sinh ra/1000 dân số Mỹ/năm). Phân khúc của những năm 1946–1964 là đường màu đỏ, với tỷ lệ sinh đạt mức cao nhất vào năm 1949 và giảm dần về năm 1958 và đạt mức bằng thời đại suy thoái vào năm 1963.

## Nhân khẩu

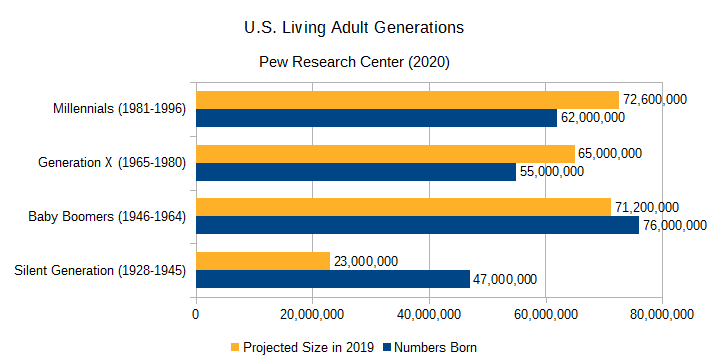